# Договор о патентном праве
Договор о патентном праве (англ. Patent Law Treaty) принят в 2000 году и направлен на гармонизацию и ускорение формальных процедур связанных с национальными и региональными патентными заявками и патентами с целью сделать эти процедуры более удобными. За исключением требований к дате подачи заявки, Договор устанавливает максимальные перечни требований, которые могут использовать ведомства интеллектуальной собственности в Договаривающейся стороне.
Административные функции договора выполняет Всемирная организация интеллектуальной собственности.
По состоянию на 2022 год участниками являются 43 государства.